# رتبة (بلنسية)
رُتْبَة أو (نقحرة: روتوفا) هي بلدية في كُماركة الصخور في منطقة بلنسية بإسبانيا.